# Molusco
Molusco est une série télévisée d'animation française créée par Fabien Limousin, Frédéric Azémar et Emmanuelle Fleury, diffusée du 16 juin 2014 au 1er mai 2020 sur Disney XD, depuis le 8 février 2016 sur France 4 dans l'émission Les Minikeums. Et aussi diffusé le 9 janvier 2019 sur Gulli En Belgique, Molusco est diffusé sur la chaine OUFtivi. Molusco est le premier dessin animé européen à avoir été diffusé en Corée du Sud. La série tourne autour de la vie quotidienne d'un garçon nommé Molusco Likowski (doublé par Yoann Sover) qui est un enfant mi-humain mi-huître aux pouvoirs a priori inutiles qui tente de vivre une vie ordinaire tout en cachant son secret. La série a été présentée en 2009 avec un épisode pilot de quatre minutes puis a été acheté par Disney XD et France 4.
Aux États-Unis et au Royaume-Uni, la série a subitement arrêté d'être diffusée peut-être à cause du manque d'audience donc les derniers épisodes anglais n'ont jamais été diffusés.
Deux ans plus tard, Fabien Limousin a été invité à une conférence en Espagne nommée Animac pour un festival d'animation mais il ne savait pas qu'il y aurait des extraits de cette conférence en ligne.

## Synopsis
La vie de petit garçon n’est pas facile quand on est une huître… Mi-humain, mi-huître, Molusco est différent. Quel autre enfant peut, en effet, communiquer avec les animaux, fabriquer des perles en mangeant du calcium et possède en guise de frère jumeaux une coquille volante et parlante ? Son rêve de vivre la vie ordinaire d’un garçon de 11 ans est souvent défié par ses pouvoirs surnaturels qui peuvent le sortir de situations délicates ou … lui attirer pas mal d’ennuis. Molusco est une comédie touchante abordant des sujets universels tels que la quête de son identité et l’exclusion.

## Épisodes

### Pilot (2009)
Un pilot pour Molusco a été produit en 2009 pour Disney XD et France 4, avec les voix de Tony Vanaria pour Coco Likowski et Eugene Likowski et Barbara Scaff pour Ozzy, Molusco Likowski et Lola Likowski. Il n'a jamais été diffusé à la télévision et est rendu public pour la première fois en 2015 sur le site officiel de Je Suis Bien Content.

### Saison 1 (2014-2017)
1. Le collier
2. L'alien
3. Supermollusque
4. Terminaprof
5. Coup de foudre
6. Par amour de l'art
7. Un nouvel ami
8. Sauvez Poissonou
9. Musculo
10. Le squelette
11. La reine du quiz
12. Molusclown
13. La fièvre des billes
14. Blouse party
15. Troisième bras
16. Tournage infernal
17. La piscine
18. Vanille vidéo star
19. Un look d'enfer
20. Les trois heures du condor
21. Sauvez Guili
22. Héros grâce à lui
23. À toute vitesse
24. Huitrellose
25. L'amour donne des ailes
26. Le déménagement
27. Molusca
28. Démasqué !
29. Dans ta farce
30. L'invasion des crustacés
31. L'étrange Noël de Molusco
32. Un nez d'artiste
33. Rafik le magnifique
34. La moustache
35. Dur dur de nettoyer
36. Moluscatch
37. Moluscondes
38. Vol de face
39. Joue-la comme Coco
40. Le club des détectives
41. La petite cuisine des horreurs
42. Trois jours de colle
43. Vol au-dessus d'un nid de Coco
44. Perles d'amour
45. Vous avez dit blizzard ?
46. Ça gratte !
47. Techno Coco
48. Superstition
49. La mairie en folie
50. Molusclone
51. Retour au bercail, 1re partie
52. Retour au bercail, 2e partie

## Production
Molusco a été créé principalement par Fabien Limousin. Son idée pour créer cette série est venu de dessins rigolos[non neutre] pour parodier les super-héros forts et musclés. C’est une idée qui lui est venue en opposition aux super-héros classiques. En la creusant, il s'est dit que ce serait plus intéressant de traiter l’histoire d’un enfant qui essaie de se faire une place plutôt que de faire une énième histoire de super-héros. Il aime bien l’idée d’un petit garçon aux pouvoirs a priori inutiles mais qui parvient à tirer son épingle du jeu.
En 2009, avec l'entreprise Je suis bien content, ils firent l'épisode pilot et attendirent qu'une chaine soit interessée, à ce moment-là la série avait un budget de 8,5 millions de dollars,une bible graphique et prévoyait une saison avec 52 épisodes de 13 minutes. Les personnages avaient des noms et des apparences différents : Alicia avait un nez et des vêtements différents et devait s'appeler Agatha, Ozzy avait les cheveux marron et devait s'appeler Terence, Molusco était plus petit et devait porter un t-shirt vert, Rafik était plus petit et portait des vêtements bleus mais ce qui était nettement différent c'est que Sam était une antagoniste.
Enfin, en 2013 avec l'aide de Superights, Disney XD et France 4 (France 3 à l'époque) achetèrent la série et la production commença. Les créateurs décidèrent de changer les vêtements de Molusco, au début il était habillé en vert, mais ils se sont rendu compte que ça poserait des problèmes de lisibilité sur certains décors, du coup ils l’ont habillé en rouge. Et ils ont repris le pull vert pour Molusclone.
Ils décidèrent malheureusement[non neutre] d'enlever Sam et de l'utiliser comme personnage de décors car ils n'ont pas su lui trouver sa place. Les plannings étaient très serrés ce qui explique les erreurs dans des épisodes. Ils voulaient que la série fictive Le manoir des maths (c’est un genre de soap-opera parodiant les Feux de l’Amour en version « maths ») aient des extraits mais ils n'ont pas pu, ça leur aurait couté cher juste pour quelques secondes à l'écran. Ils ont dû censurer des choses[pas clair] par exemple : Tina (une version revisitée du tableau de Botticelli), Disney lui a mit un maillot de bain pour ne pas choquer les enfants...etc. Pour la VF et l’ordre des épisodes, ça vient des chaînes qui choisissent de diffuser dans des ordres différents en fonction de leurs préférences. Par exemple, Disney XD diffuse les épisodes par paires, ils essaient de regrouper deux épisodes suffisamment différents pour éviter les redondances. Ne pas avoir deux épisodes « plage » ou deux épisodes avec un super méchant (Le Squelette et Un nouvel ami par exemple). Ce qui explique pourquoi les autres versions ont un ordre d'épisodes différent.
Finalement la série fut enlevée des États-Unis et du Royaume-Uni mais heureusement fut diffusée dans 24 autres pays et l'épisode pilot fut rendu publique en 2015.

## Fiche technique
Sauf indication contraire, les informations mentionnées dans cette section peuvent être confirmées par la base de données cinématographiques IMDb,  présente dans la section « Liens externes ».
- Titre original : Molusco
- Titre anglais : Boyster
- Réalisation : Fabien Limousin et Damien Barrau
- Scénario : Fabien Limousin, Frédéric Azémar, Emmanuelle Fleury, Cédric Stephan, Tim Bain, Dan Berlinka, Robert Mittenthal, Neil Mossey, Michael Rubiner et Marianne Barbier
- Décors : Bruno Couchinho
- Animation : Piano et Florent Le Corre
- Musique : Alexis Pecharman et Denis Vautrin
- Casting : David Peacock
- Production : Frank Ekinci et Camille Serceau
- Sociétés de production : Je suis bien content
- Pays d'origine :  France
- Langue originale : Français
- Genre : série d'animation, comédie
- Durée : 11 minutes

## Distribution

### Voix originales
- Théo Frilet : Molusco Likowski, Molusclone
- Lucien Jean-Baptiste : Rafik
- Benjamin Bollen : Coco Likowski, Ozzy
- Xavier Béja : Casimir Pluss, Eugene Likowski, le père d'Alicia, Dr. Sinok, Haroun Maroun
- Odile Schmitt : Arthur, Lola Likowski, la mère d'Alicia, Nancy Drake
- Dorothée Pousséo : Alicia
- Alma Jodorowsky : Laura
- Martial Le Minoux : Hermann, Simon
- Magali Rosenzweig : Mamie Pétula

### Voix anglaises
- Vincent van der Valk : Coco Likowski (épisode Pilot) / Eugene Likowski (épisode Pilot)
- Oren Schrijver : Molusco Likowski (épisode Pilot) et Ozzy (épisode Pilot)
- Merel Baldé : Alicia (épisode Pilot)[5]
 Source et légende : version française (VF) sur RS Doublage[6]

## Prix et nominations
| An   | Prix                                                | Catégorie       | Candidat           | Résultat |
| ---- | --------------------------------------------------- | --------------- | ------------------ | -------- |
| 2015 | Festival international du film d'animation d'Annecy | Série télévisée | Pour "Terminaprof" | Nommé    |
| 2015 | Cartoons on the bay (Italie)                        | Série télévisé  | Pour "Molusco"     | Nommé    |

## Personnages

### Personnages principaux
Molusco Likowski: Molusco Likowski est l'un des personnages principaux de la série. Il est un enfant mi-humain-mi-huitre, il est petit, ne possède que deux cheveux et est doté de super-pouvoirs : il maitrise l'hydrokinésie, peut cracher des perles, peut étirer ses membres à l'infini, etc. Il est timide et est horrifié à l'idée que quelqu'un pourrait découvrir ses pouvoirs. C'est à cause d'une marée noire que lui et son frère sont des mutants, ils ont été trouvés sur la plage puis adoptés par Lola et Eugene Likowski. Il a 11 ans au début de la série mais à la fin, il a 12 ans. Il est fan de Ninjardin, une référence à Mario. Molusco a le béguin pour Alicia mais cette dernière ne l'a jamais remarqué.
Coco Likowski: Coco Likowski est le frère de Molusco et l'un des personnages principaux de la série, il est très intelligent et possède un QI très élevé. Il ne sort presque jamais de chez lui et préfère regarder la télévision à longueur de journée, c'est de là qu'il tire toutes ses connaissances. Il est obsédé par la série Prestige et passion et admire les théories de Charles Darwin. Lorsqu'il va dans un lieu public, il se déguise très souvent juste pour que personne ne le reconnaît. Sa série préféré s'appelle Prestige & Passions.
Rafik: Rafik est l'un des personnages principaux de la série. Il a environ 11-13 ans, et est un gamin surexcité. Il est l'un des seuls personnages de la série à connaitre le secret de Molusco. Il adore jouer, faire un drame pour n'importe quelle situation et trouve souvent des choses drôles même si elles ne le sont pas vraiment, il est facilement jaloux quand Molusco passe du temps avec quelqu'un d'autre, il est arrogant et vantard pensant toujours qu'il est le meilleur se donnant même le surnom de Rafik le magnifique. Il a la peau marron clair, des cheveux marron, il porte une veste marron, un t-shirt vert et un pantalon marron.

### Personnages secondaires
Eugene Likowski: Eugene Likowski est le père adoptif de Molusco et Coco, c'est un botaniste et il aime beaucoup faire du jardinage. Il a la peau marron, et il porte un tablier avec une pomme au milieu ce qui pourrait indiquer qu'il aime cuisiner. Il est surprotecteur envers Molusco et ne voudrait pour rien au monde que quelque chose lui arrive, sa femme le surnomme Euzebe.
Lola Likowski: Lola Likowski est la mère adoptive de Molusco et Coco, elle est ingénieur et elle adore réparer des voitures et fabriquer des objets. Elle a les cheveux marron en chignon, elle porte un t-shirt rose avec une salopette bleue et des chaussures rouges. Dans l'épisode Moluscatch, il est révélé qu'elle adore les combats de catch.
Alicia: Alicia a des cheveux marron en queue de cheval, la peau marron clair, un nœud papillon rouge et a des sourcils plus gros que les autres personnages, elle porte un t-shirt rouge avec un cœur blanc au milieu, une jupe marron, des leggings gris et des chaussures rouges. Elle est très riche et ses parents sont radins et sont obsédés par l'argent et veulent à tout prix qu'elle se marie à un milliardaire. Alicia rêve de devenir une artiste et elle aime dessiner des portraits de sa chatte adorée, Vanille. Alicia est une fille gentille, elle a un fort sentiment d'intégrité, ne supportant pas que l'on rejette une personne. Elle aime beaucoup Molusco mais ne se doute pas qu'il a le béguin pour elle et, pire, qu'il a des pouvoirs. Elle a environ 11-13 ans.
Ozzy: Ozzy est le pire ennemi de Molusco et l'un de ses camarades, il est une personne vaniteuse, stupide, arrogante, il adore frapper et rabaisser les gens, en particulier Molusco et Arthur. Il semble être amoureux d'Alicia mais bien évidemment elle le déteste en raison de sa méchanceté. Ozzy a un manque de confiance en lui et aimerait pouvoir impressionner ses deux sœurs impitoyables et musclées en leur montrant qu'il peut être aussi fort qu'elles. Il n'est pas très courageux et, quand il s'en prend à quelqu'un, il le fait généralement avec Fingers et Zane. Il a les cheveux oranges, de gros sourcils, une veste violette et la majorité des élèves sont plus petits que lui en taille, il est décrit comme moche par Rafik. Il est révéler dans l'épisode L'étrange Noel de Molusco que le Père Noêl ne lui a jamais apporté de cadeaux de noêl depuis des années car il ne l'aime pas.
Arthur: Arthur a les cheveux marron, de petits sourcils, et deux dents qui dépassent de sa bouche, il porte des lunettes rondes et vertes, une casquette verte avec un triangle et une tête d'alien au milieu, un t-shirt vert trop grand pour lui avec le même symbole que sa casquette et un col marron, un pantalon gris avec deux rayures verticales gris foncé, il a un ver solitaire à l'intérieur de son ventre, il le fait sortir de sa bouche parfois pour manger de la purée. C'est un nerd qui a du mal à se faire des amis et qui est passionné par les extraterrestres. Il est très intelligent et est capable de créer un détecteur d'alien, il collectionne des grille-pain depuis qu'il a 5 ans et est un fan de Sherlock Holmes. Il n'a pas très bonne haleine, il fait partie du club d'échecs et faisait partie du club des détectives. Il se fait harceler et frapper par Ozzy mais, malgré cela, il reste sympathique envers Ozzy et voudrait bien être son ami. Il a une araignée de compagnie nommée Ursula.
Casimir Pluss: Casimir Pluss, plus connu sous le nom de Mr. Pluss, est le professeur de math de Molusco. Son but dans la vie et d'être l'enseignant le plus strict au monde. Il a les cheveux noirs, porte un smoking et des lunettes. Mr. Pluss est un prof cruel et injuste qui prend plaisir à maltraiter ses élèves et est généralement vu en colère ou en train de crier. Il possède une vision robotique et ses élèves le surnomment Terminaprof. Il y a des rumeurs qui racontent qu'il aurait tué un élève nommé Kévin Boulet après avoir découvert qu'il a triché pendant un examen.
Hermann: Hermann est l’un des camarades de classe de Molusco. Il est un personnage stéréotypé de nerd que Rafik paie pour être son faux ami dans l’épisode Un nouvel ami. Hermann est membre du club des détectives avec Arthur et Simon, ainsi qu’au club de plongée.
Simon: Simon est également un des camarades de classe de Molusco. Il possède une capacité impressionnante à résoudre des calculs très complexes en quelques secondes, ce qui lui vaut le titre de nerd.

### Personnages mineurs
Sam: Sam est la camarade de classe de Molusco, elle a la peau marron, les cheveux jaunes avec un serre-tête rouge, elle porte un t-shirt rouge à manches longues avec un col, un short bleu et des bottes marron. Elle est la photographe de l'école et se charge de prendre des photos de chaque élève et de chaque club. Elle est une amie d'Alicia. Dans l'épisode Pilot, on apprend qu'elle aurait dû être une antagoniste qui essayerait de prendre des photos de Molusco pour révéler ses pouvoirs mais malheureusement, elle est devenue un personnage de décors.
Vanille: Vanille est l'adorable chatte d'Alicia, elle a le pelage blanc comme la vanille et porte un petit nœud papillon rose. Elle est très calme mais l'odeur de transpiration de Molusco la rend folle car Molusco sent le poisson et elle en raffole.
Axelle: Axelle est une redoublante, elle est plus âgée que les autres élèves, c'est une punk metalhead. C'est une fille forte et motocycliste. Elle a les cheveux rose vifs et porte du rouge à lèvres noir.
Bivalve Dorak: Bivalve Dorak est l'un des alter égos de Molusco. Il vient de la planète Fruits de MerskaÏà et est un bon ami d'Arthur.
Lars: Lars est le petit ami métalleux d'Axelle, il est agressif et a tenté de frapper Molusco quand il sortait avec Axelle. Son nom n'est pas mentionné dans la série mais Fabien Limousin a confirmé qu'il s'appelait Lars.